# Hair Show
Hair Show è un film statunitense del 2004 diretto da Leslie Small.